# Zonsverduistering van 21 januari 1192 v.Chr.

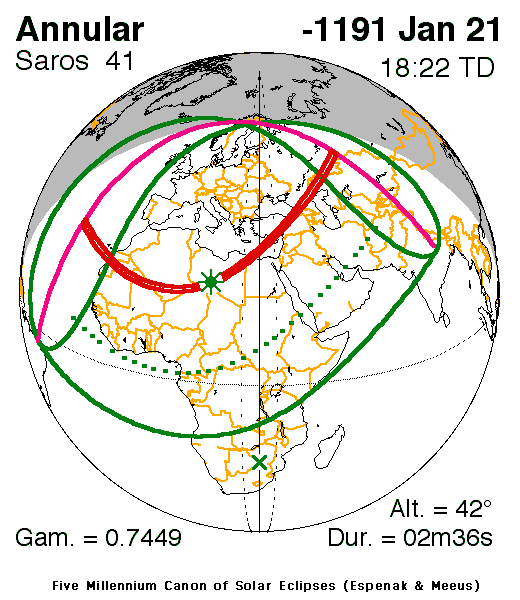
Kaart van de zonsverduistering van 21 jan 1192 v.Chr.

De ringvormige zonsverduistering van 21 januari 1192 v.Chr. is voor de chronologie van belang. Zij wordt vermeld op een kleitablet van de stad Ugarit die niet lang daarna verwoest zou worden om daarna nooit meer te herrijzen.
De datum valt in een tijd van grote politieke beroering, die wel de brandcatastrofe genoemd wordt. Anderen zoals Cline spreken over "1177: the year that civilization collapsed". De precieze gang van zaken en de chronologische volgorde van de gebeurtenissen is moeilijk te achterhalen. De zonsverduistering geeft een punt aan waar de verwoesting van Ugarit niet voorafgaand aan kan hebben plaatsgevonden.
Omdat de historische tijdschaal geen, maar de astronomische schaal wél een jaar nul kent, spreken astronomen van de zonsverduistering van 21 januari -1191 Het pad van de verduistering, die tot saros 41 behoorde, voerde over het nabijgelegen Cyprus naar zuidelijk Turkije en bedekte de zon in Ugarit voor ca. 91%.
Wilfred van Soldt en Teije de Jong dateerden deze zonsverduistering op 5 maart 1223 v. Chr.